# Прапор Багерового
Прапор Багерового — офіційний символ селища Багерове (Керченського району АРК), затверджений рішенням Багерівської селищної ради від 22 жовтня 2009 року.

## Опис прапора
Прямокутне полотнище зі співвідношенням ширини до довжини 2:3, що складається з трьох горизонтальних смуг — верхньої синьої, білої та нижньої зеленої (співвідношення їх ширин рівне 15:1:4). На синьому полі стоїть білий грифон, тримаючи передньою правою лапою білий меч вістрям додолу, з жовтого руків'я якого проростає червоний тюльпан.